# VMU
VMU，是世嘉为Dreamcast家用游戏机生产的主要存储卡。该设备具有单色液晶显示器（LCD）、多人游戏功能（通过顶部的接口）、第二屏幕功能、实时时钟、文件管理器、内置闪存和声音功能。在Dreamcast发布之前，一款预装了虚拟宠物游戏的Godzilla特别版VMU于1998年7月30日在日本发布。
虽然它的最基本的功能是作为可移动存储设备，VMS也可以作为辅助显示在正常游戏中，并且通过使用额外的软件（分发作为额外的梦铸GD ROM），充当手持式游戏控制台。VMS的类似控制台的功能包括一个屏幕、扬声器、适当的方向板、四个动作按钮、与其他VMU连接和交互的能力以及下载其他游戏的能力。虽然标准的VMU是白色的，但颜色已经扩展到包括许多变化。日本甚至推出了品牌VMU，如Sonic Team、Capcom和Hello Kitty。

## 硬件
为了用作存储卡和第二屏幕，VMU直接插入Dreamcast控制器上的两个插槽之一（每个控制器最多可插入两个VMU，每个Dreamcast控制台可插入八个VMU）。初次使用时，系统会提示玩家设置日期和时间，然后从一组位图图像中进行选择，作为VMS的默认背景（各种Dreamcast标题可能会为玩家提供额外的背景图像）。当Dreamcast控制台位于操作系统菜单中时，将显示此图像。当独立于Dreamcast控制台操作时，VMU充当文件管理器、时钟/日历（带有可选的时钟动画）和手持游戏控制台。VMU还可以直接相互连接，以方便文件传输或多人游戏。
VMS使用两个CR-2032锂电池，电池插入VMU后部的螺丝固定盖下。在没有电池电源的情况下，VMU仍然充当存储卡和辅助显示器，但不能播放下载的迷你游戏。此外，当Dreamcast通电时（如果将VMU插入已连接的Dreamcast控制器中），没有电池电源的VMU将发出嘟嘟声。

### 技术规格
- CPU：三洋LC8670（8位CPU）
- 内存：128KB
- 显示器：48点宽×32点高，LCD
- 音响：1-通道脉冲宽度调制声源
- 开关：数字键盘，4个输入按钮，1个复位按钮
- 功能：存储卡，第二屏，迷你游戏/应用程序，日历，文件管理器
- 显示器尺寸（宽×高）：37毫米×26毫米（1.46英寸×1.02英寸）
- 箱体尺寸（宽×高×深）：47mm×80mm×16mm（1.85in×3.15in×0.63in）
- 电源：2×CR2032电池，具有自动关闭功能
- 重量：45克（1.6盎司）

VMU有128KB的闪存，但默认情况下，28KB保留给系统使用，留下100KB用于数据存储，数据存储被分成200个“块”——1个块等于512字节。近年来，像Dream Explorer（也称为VMU工具）这样的自制程序允许用户释放额外的44个块（22KB）的保留空间，从而将VMU的总容量增加到244个块。然而，如果这样做了，一些游戏可能无法检测到存储卡，尽管除了DreamKey/DreamPassport和Metropolis Street Racer之外，还没有任何报告。